# شدي كمبس (كامبريدجشير)
شدي كمبس (بالإنجليزية: Shudy Camps)‏ هي قرية و أبرشية مدنية تقع في المملكة المتحدة في إنجلترا. يقدر عدد سكانها بـ 310 نسمة .